# DJキューバート

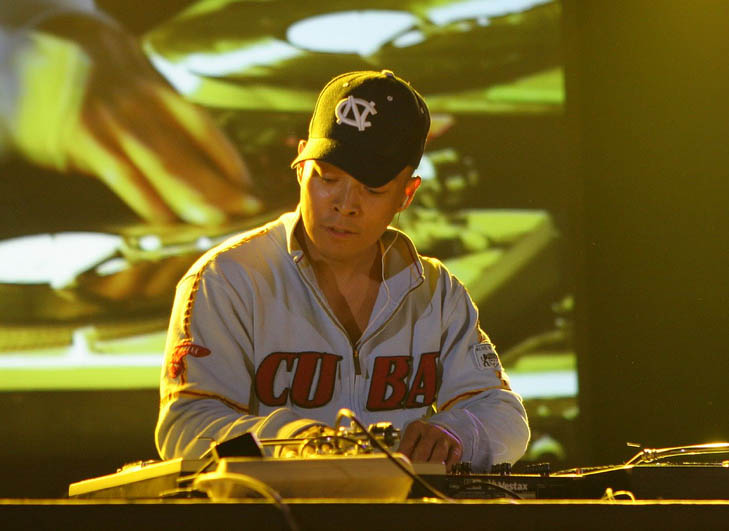
Q-Bert

DJ キューバート（DJ Qbert, ディージェイ・キューバート、1969年10月 - ）は、アメリカ合衆国のDJ、作曲家である。本名はRichard Quitevis。サンフランシスコにて生まれる。
ソロ活動のほか、Invisibl Skratch Piklz（インビジブル・スクラッチ・ピクルズ）というターンテーブルでのバンド活動もしていた（2000年に解散、その後ソロ活動を再開）。
ターンテーブリズム、スクラッチの発展に現在も関わる重要人物の1人である。

## 概要
1980年半ば当時サンフランシスコのヒップホップコミュニティーに影響を受けDJを始める。
1990年にFM20というグループでミックス・マスター・マイク、DJ Apolloと共にデビュー、ブレイクダンスチームRock Steady CrewのCrazy Legsの目にとまりチームのDJを任される。
1991年にDMCアメリカ大会にて優勝、世界大会においてはアメリカ代表として2位となる。
この年の世界大会優勝者は1990年度大会優勝者でもあるドイツ代表DJ David、3位は日本代表GM Yoshi。
個人でDMCに出場したのはこれが最後である。
1992年にDMCにてRock Steady CrewのDJとして初優勝以後、Apolloがチームを抜けてドリームチームという名義でMikeと共に1993年、1994年と続けて優勝を果たした。